# 학술 출판
학술 출판(academic publishing)은 학술 연구와 학문을 배포하는 출판의 하위 분야이다. 대부분의 학술 연구는 학술지 기사(article), 서적 또는 논문(thesis)으로 출판된다. 공식적으로 출판되지 않고 단순히 인쇄되거나 인터넷에 게시되는 학술 저작물의 일부를 종종 "회색 문헌(grey literature)"이라고 한다. 전부는 아니지만 대부분의 과학 및 학술 저널, 많은 학술 및 학술 서적은 출판 자격을 얻기 위해 일종의 동료 검토(peer review) 또는 편집 심사를 기반으로 한다. 동료 검토 품질과 선택성 표준은 저널마다, 출판사마다, 분야마다 크게 다르다.
대부분의 확립된 학술 분야(academic discipline)에는 자체 저널과 출판을 위한 기타 매체가 있지만, 많은 학술 저널은 어느 정도 학제간(interdisciplinarity) 성격을 갖고 있으며 여러 별개의 분야 또는 하위 분야의 연구를 출판한다. 또한, 기존 저널은 분야 자체가 전문화되면서 전문 섹션으로 나누어지는 경향도 있다. 검토 및 출판 절차의 차이와 함께 지식 또는 연구에 대한 기여로 인정되는 출판물의 종류도 분야 및 하위 분야에 따라 크게 다르다. 과학 분야에서는 통계적으로 유의미한 결과에 대한 욕구가 출판 편견(publication bias)으로 이어진다.

## 학술 논문
학술 출판에서 논문은 일반적으로 학술지에 게재되는 학술 작품이다. 독창적인 연구 결과를 포함하거나 기존 결과를 검토한다. 이러한 논문(paper 또는 article)은 한 명 이상의 심사위원(동종 분야의 학자)이 논문의 내용이 출판하기에 적합한지 확인하는 동료 검토(peer review) 과정을 거친 경우에만 유효한 것으로 간주된다. 논문은 최종적으로 출판이 승인되거나 거부되기 전에 일련의 검토, 수정 및 재제출을 거칠 수 있다. 이 과정은 일반적으로 몇 달이 걸린다. 다음으로 승인된 원고가 게재되기까지 수개월(또는 일부 분야에서는 1년 이상)이 지연되는 경우가 많다. 이는 승인된 논문의 수가 종종 인쇄할 공간보다 많은 가장 인기 있는 저널의 경우 특히 그렇다. 이로 인해 많은 학자들은 개인 또는 기관 웹사이트에서 무료로 다운로드할 수 있도록 논문의 '사전 인쇄(preprint)' 또는 '사후 인쇄(postprint)' 사본을 셀프 아카이브(self-archiving)한다.
일부 저널, 특히 최신 저널은 현재 전자 형식으로만 출판된다. 이제 종이 저널은 일반적으로 개인 구독자와 도서관 모두에게 전자 형식으로도 제공된다. 거의 항상 이러한 전자 버전은 종이 버전이 출판되는 즉시 또는 심지어 그 이전에도 구독자가 사용할 수 있다. 때로는 구독 손실을 방지하기 위해 즉시(오픈 액세스 저널을 통해) 또는 2개월에서 24개월 이상의 금수 조치(embargo) 후에 비구독자에게 제공되기도 한다. 이러한 지연된 가용성을 갖는 저널을 지연된 오픈 액세스 저널(delayed open-access journal)이라고 부르기도 한다. 2011년 Ellison은 경제학에서 결과를 온라인에 게시할 수 있는 기회가 급격히 증가함에 따라 동료 검토 기사의 사용이 감소했다고 보고했다.
Paper 중에 길이가 긴 것을 full paper 또는 article이라고 부르고 짧은 것은 letter, 더 짧은 것은 communication이라고 부른다.

### 논문 카테고리
참조: 과학 학술지#글의 종류
학술 논문은 일반적으로 다음과 같은 특정 카테고리에 속한다.
- 컨셉 페이퍼(concept paper)[4][5]
- 연구 논문(research paper)
- 사례 보고서(case report) 또는 사례 시리즈(case series)
- 입장문(position paper)
- 리뷰 논문(review article) 또는 설문 논문(survey paper)
- 종 논문(species paper)
- 기술 논문(technical paper)

참고: 법률 리뷰(law review)는 미국의 법률 학술 저널을 가리키는 일반적인 용어로, 대부분의 다른 학술 저널과 근본적으로 다른 규칙에 따라 운영되는 경우가 많다.

## 같이 보기
- 학술지 (academic journal)
- 논문 (thesis, dissertation, paper, article)
- 학위 논문 (thesis나 dissertation)
- 출판 논문 (treatise)
- 논문집 (collection of articles)